# Arachne

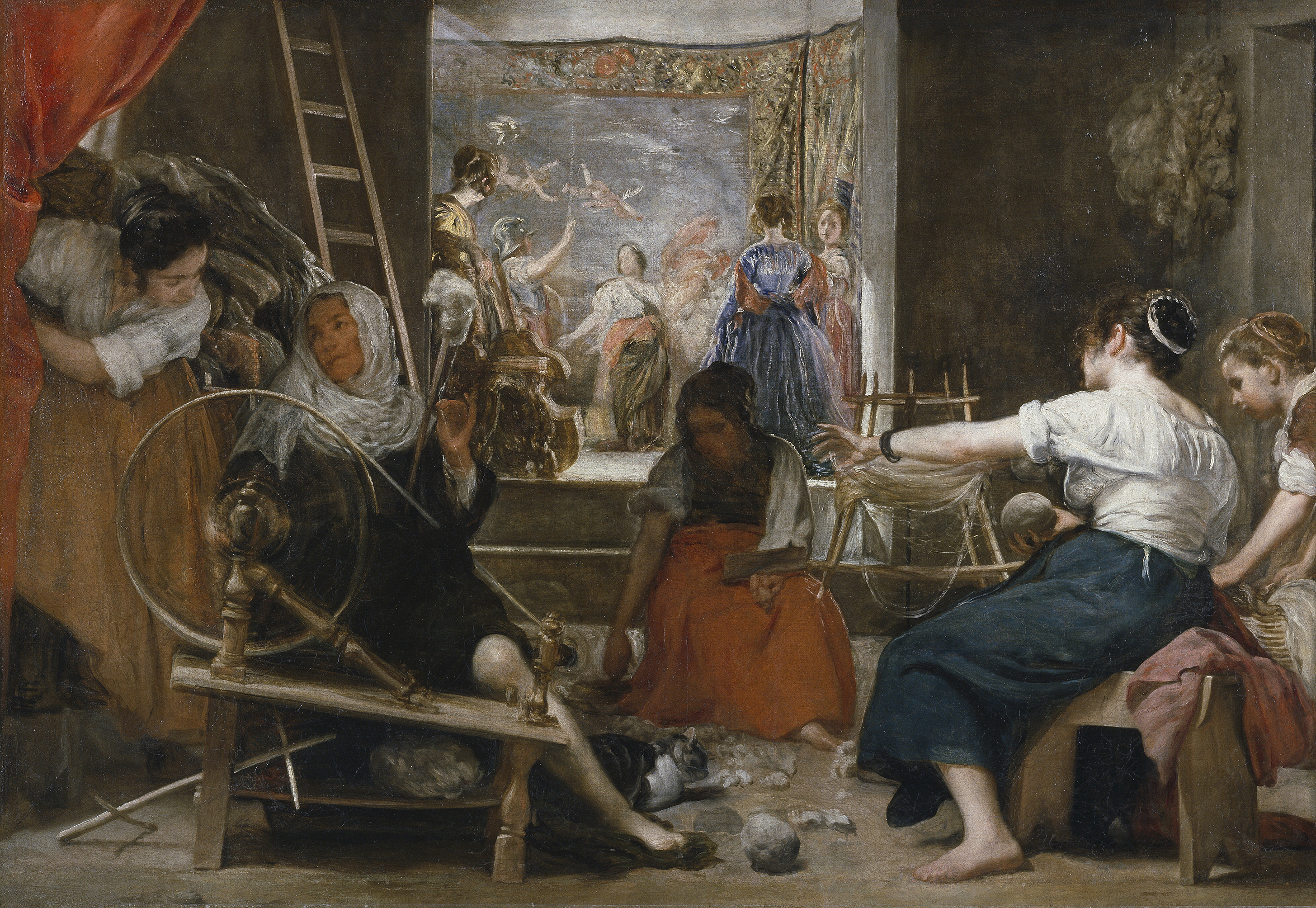
Torcătoarele sau Povestea Arachnei
(tablou de Diego Velázquez,
Muzeul Prado)

În mitologia greacă, Arachne este o tânără fată din Lidia, fiica lui Idmon din Colofon, și o faimoasă țesătoare. Mitul ei apare destul de târziu în mitologia greacă și este descris în Metamorfozele lui Ovidiu, Cartea a VI-a, 5-54, 129-145. De asemenea, este menționată în Georgicele lui Vergiliu. Povestea Arachnei nu apare însă ca un motiv în picturile pe vase și amfore grecești.

## Mitologie
Numele eroinei înseamnă păianjen (αραχνη). Fiind o foarte pricepută țesătoare, se spune că s-ar fi considerat mai dibace chiar decât zeița Atena, inventatoarea acestui meșteșug. Atena s-a înfuriat, însă, nedorind să o pedepsească, 
s-a transformat într-o femeie bătrână și s-a mulțumit să îi atragă atenția că lipsa ei de modestie i-ar putea supăra pe zei. Arachne a continuat să se considere cea mai pricepută și a jignit-o pe bătrână, care, dezvăluindu-și adevărata identitate, a acceptat o întrecere cu tânăra fată. 
Atena a țesut scena în care ea a obținut victoria asupra lui Poseidon, victorie care i-a inspirat pe locuitorii cetății Atena să își numească orașul după numele ei. O altă variantă spune că ea a reprezentat pe pânză pe cei doisprezece zei olimpieni, în toată măreția lor, iar în cele patru colțuri, patru scene în care muritorii ce încearcă să-i sfideze pe zei sunt pedepsiți. În schimb, Arachne a scos la iveală scenele rușinoase ale zeilor, în special iubirile lui Zeus față de Leda, Danae sau Europa.
Chiar și Atena a fost impresionată de calitatea și perfecțiunea țesăturii Arachnei, însă ceea ce a înfuriat-o a fost subiectul pe care și l-a ales să îl redea pe pânză. Pierzându-și cumpătul, Atena a rupt țesătura rivalei sale și a lovit-o cu brutalitate. Simțindu-se neîndreptățită și rușinată de cele întâmplate, Arachne s-a spânzurat. Atenei i s-a făcut milă de dânsa și nu a lăsat-o să moară, preschimbând-o în păianjen, iar frânghia cu care se spânzurase în fir de păianjen.

## Reprezentări
- Metamorfoze de Ovidiu (Metamorfoze. VI. 5 - 145), cea mai veche atestare  cunoscută a acestui mit.
- Georgicele de Virgiliu.
- În Cântul XVII (versurile 16-18), din Infernul din Divina Comedie de Dante Alighieri.[2]
„Con più color, sommesse e soprapposte
Non fêr mai drappo Tartari nè Turchi,
Nè fûr tai tele per Aragne imposte.[2]”

„N-au potrivit atari culori mai bine
nici turcii, nici tătarii altădată
și nici Aracne n-a știut să-mbine.[3]”

- În Cântul XII (versurile 43-45), din Purgatoriul din Divina Comedie de Dante Alighieri.
„O folle Aragne, sì vedea io te
Già mezza ragna, trista in su li stracci
Dell'opera che mal per te si fé.[4]”

„O, tu nebun-Arahne, pe-ncurcatul
țesut al tău, ce scump plăteai o toană,
păianjen trist făcîndu-te păcatul.[5]”
- Torcătoarele sau Legenda Arachnei de Diego Velázquez, Muzeul Prado, Madrid.
- În episodul Păianjenul din serialul televizat Hercule (1994), Arachne este jucată de Josephine Davison.
- În manga Soul Eater, Arachne (în japoneză アラクネ, Arakune) este o vrăjitoare eretică și sora mai mare a Meduzei
- În jocul video SMITE, există o reprezentare a lui Arachne care este un zeitate jucabilă.
- Ea apare și în jocul video Shin Megami Tensei ca demon care poate fi înrolat în echipă.